# Нейтрино
Нейтри́но (итал. neutrino — нейтрончик, уменьшительное от neutrone — нейтрон) — общее название нейтральных фундаментальных частиц с полуцелым спином, участвующих только в слабом и гравитационном взаимодействиях и относящихся к классу лептонов. В настоящее время известно три разновидности нейтрино: электронное, мюонное и тау-нейтрино, а также соответствующие им античастицы.
Нейтрино малой энергии чрезвычайно слабо взаимодействуют с веществом, и поэтому имеют колоссальную длину пробега в самых разных веществах. Так, нейтрино с энергией порядка 3—10 МэВ имеют в воде длину свободного пробега порядка 1018 м (около ста св. лет). Практически все типы звёзд прозрачны для нейтрино. Каждую секунду через площадку на Земле площадью в 1 см² проходит около 6⋅1010 нейтрино, испущенных Солнцем, однако их влияние на вещество практически никак не ощущается; для их регистрации используются крайне высокочувствительные детекторы большой массы, расположенные под землёй для подавления фона от космических лучей.
Ранее считалось, что у нейтрино нет массы покоя, как у фотонов. Такааки Кадзита и Артур Макдональд получили Нобелевскую премию по физике 2015 года «за открытие нейтринных осцилляций, показывающих, что нейтрино имеют массу».

## Свойства нейтрино
Каждому заряженному лептону соответствует своя пара нейтрино/антинейтрино:
- электронное нейтрино/электронное антинейтрино;
- мюонное нейтрино/мюонное антинейтрино
- тау-нейтрино/анти-тау-нейтрино

Различные виды нейтрино могут преобразовываться друг в друга — это так называемые нейтринные осцилляции; считается, что это происходит из-за того, что нейтрино обладают ненулевой массой.
В экспериментах с рождением ультрарелятивистских частиц, показано, что нейтрино обладают отрицательной спиральностью, а антинейтрино — положительной.
Существуют теоретические предпосылки, предсказывающие существование четвёртого типа нейтрино — стерильного нейтрино. Однозначного экспериментального подтверждения их существования (например, в проектах MiniBooNE, LSND) пока нет. Эксперимент Neutrino-4, начатый в 2014 году с моделью детектора и продолженный с полномасштабным детектором в 2016—2021 годах, получил результат прямого наблюдения эффекта осцилляций в области параметров Δm2
14 = (7,3 ± 0,13st ± 1,16syst) эВ2 и sin22θ14 = 0,36 ± 0,12stat (2,9σ). Другой эксперимент PROSPECT с компактного ядерного реактора в Ок-Ридже позволил исключить частично область параметров, ранее заявленную экспериментом Neutrino-4 как указание на существование стерильных нейтрино.
Неизвестно, является ли нейтрино античастицей самой себе (см. майорановский фермион).
Неизвестно, нарушается ли CP-инвариантность при нейтринных осцилляциях.

### Масса
Нейтрино имеют ненулевую массу, но эта масса крайне мала. Факт наличия у нейтрино массы выходит за рамки Стандартной модели и приводит к необходимости её расширения. Верхняя экспериментальная оценка суммы масс всех типов нейтрино составляет всего 0,28 эВ. Разница квадратов масс нейтрино разных поколений, полученная из осцилляционных экспериментов, не превышает 2,7⋅10−3 эВ2.
Информация о точном значении массы нейтрино важна для объяснения феномена скрытой массы в космологии, так как, несмотря на её малость, возможно, концентрация нейтрино во Вселенной достаточно высока, чтобы существенно повлиять на среднюю плотность.
В ходе проведения эксперимента KATRIN в 2019 году физики сократили верхний предел массы нейтрино с ранее установленных 2,2 эВ до 1,1 эВ, в 2022 году — до 0,8 эВ, а в 2025 году — до 0,45 эВ.

### Теория двухкомпонентного нейтрино
В теории двухкомпонентного нейтрино, оно описывается двухкомпонентными волновыми функциями, представляющими собой решение уравнения Дирака для частиц с нулевой массой. Теория была предложена Ландау, Саламом и
Ли и Янгом. Согласно этой теории, нейтрино описывается уравнением: {\displaystyle i\partial \psi _{\nu }/\partial t=\left(\mathbf {\sigma } \cdot \mathbf {p} \right)\psi _{\nu }}. Это двухкомпонентное уравнение, получаемое из уравнения Дирака при условии сохранения комбинированной чётности. Здесь {\displaystyle \mathbf {p} } обозначает оператор импульса, {\displaystyle \mathbf {\sigma } } — вектор из матриц Паули. Собственными значениями этого уравнения являются значения {\displaystyle E=\sigma _{p}|{\textbf {p}}|,} где {\displaystyle \sigma _{p}=(\sigma \cdot {\textbf {p}})/|{\textbf {p}}|}. Им соответствуют волновые функции нейтрино, для которых спин совпадает с импульсом и антинейтрино (при отрицательной энергии) с импульсом, противоположным спину. Величина проекции спина на импульс называется спиральностью нейтрино. При заданном импульсе нейтрино может находиться в двух состояниях, соответствующих частице и античастице. В этих состояниях направления спина относительно импульса противоположны.

### Замечание
Однако, как сказано выше, у нейтрино ненулевая масса покоя. Поэтому теория является лишь первым приближением с нулевой массой покоя.

## История открытия
Одной из основных проблем в ядерной физике 20-30-х годов XX века была проблема бета-распада: спектр электронов, образующихся при β-распаде, измеренный английским физиком Джеймсом Чедвиком ещё в 1914 году, имеет непрерывный характер, то есть, из ядра вылетают электроны самых различных энергий.
С другой стороны, развитие квантовой механики в 1920-х годах привело к пониманию дискретности энергетических уровней в атомном ядре: это предположение было высказано австрийским физиком Лизой Мейтнер в 1922 году. То есть спектр вылетающих при распаде ядра частиц должен быть дискретным и показывать энергии, равные разницам энергий уровней, между которыми происходит переход при распаде. Таковым, например, является спектр энергий альфа-частиц при альфа-распаде.
Таким образом, непрерывность спектра электронов β-распада ставила под сомнение закон сохранения энергии. Вопрос стоял настолько остро, что в 1931 году знаменитый датский физик Нильс Бор на Римской конференции выступил с идеей о несохранении энергии. Однако было и другое объяснение — «потерянную» энергию уносит какая-то неизвестная и незаметная частица.
Гипотезу о существовании чрезвычайно слабо взаимодействующей с веществом частицы (в качестве объяснения кажущегося нарушения закона сохранения энергии в бета-распаде) выдвинул 4 декабря 1930 г. Вольфганг Паули — не в статье, а в неформальном письме участникам физической конференции в Тюбингене:

…имея в виду … непрерывный β-спектр, я предпринял отчаянную попытку спасти «обменную статистику» и закон сохранения энергии. Именно, имеется возможность того, что в ядрах существуют электрически нейтральные частицы, которые я буду называть «нейтронами» и которые обладают спином ½… Масса «нейтрона» по порядку величины должна быть сравнимой с массой электрона и во всяком случае не более 0,01 массы протона. Непрерывный β-спектр тогда стал бы понятным, если предположить, что при β-распаде вместе с электроном испускается ещё и «нейтрон», таким образом, что сумма энергий «нейтрона» и электрона остаётся постоянной.
Я признаю, что такой выход может показаться на первый взгляд маловероятным… Однако, не рискнув, не выиграешь; серьёзность положения с непрерывным β-спектром хорошо проиллюстрировал мой уважаемый предшественник г-н Дебай, который недавно заявил мне в Брюсселе: «О… об этом лучше не думать вовсе, как о новых налогах».
— «Открытое письмо группе радиоактивных, собравшихся в Тюбингене», цит. по М. П. Рекало, «Нейтрино».
Паули назвал предложенную им частицу «нейтрон». Когда Джеймс Чедвик обнаружил гораздо более массивную нейтральную ядерную частицу в 1932 году, то тоже назвал её нейтроном, в результате этого в физике элементарных частиц, этим термином называли две разные частицы. Энрико Ферми, разработавший теорию бета-распада, ввёл термин «нейтрино» в 1934 году, чтобы разрешить путаницу. Слово нейтрино с итальянского переводится как «нейтрончик»..
На Сольвеевском конгрессе 1933 года в Брюсселе Паули выступил с рефератом о механизме β-распада с участием лёгкой нейтральной частицы со спином ½. Это выступление было фактически первой официальной публикацией, посвящённой нейтрино.
Нейтрино было экспериментально обнаружено в 1956 году командой под руководством Клайда Коуэна и Фредерика Райнеса.

## Исследования нейтрино
Нейтрино изучается в десятках лабораторий мира (см. неполный список экспериментов в физике нейтрино).

### Дефицит солнечных нейтрино
Ядерные реакции, происходящие в ядре Солнца, приводят к образованию большого количества электронных нейтрино. При этом измерения потока нейтрино на Земле, которые постоянно производятся с конца 1960-х годов, показали, что количество регистрируемых солнечных электронных нейтрино приблизительно в два-три раза меньше, чем предсказывает стандартная солнечная модель, описывающая процессы в Солнце. Это рассогласование между экспериментом и теорией получило название «проблема солнечных нейтрино» и более 30 лет было одной из загадок солнечной физики.
Предлагалось два главных пути решения проблемы солнечных нейтрино. Во-первых, можно было модифицировать модель Солнца таким образом, чтобы уменьшить предполагаемую термоядерную активность (а, значит, и температуру) в его ядре и, следовательно, поток излучаемых Солнцем нейтрино. Во-вторых, можно было предположить, что часть электронных нейтрино, излучаемых ядром Солнца, при движении к Земле превращается в нерегистрируемые обычными детекторами нейтрино других поколений (мюонные и тау-нейтрино).
Сегодня понятно, что правильным, скорее всего, является второй путь, то есть различные виды нейтрино могут преобразовываться друг в друга; это так называемые нейтринные осцилляции, в пользу которых свидетельствуют наблюдения солнечных нейтрино и угловой анизотропии атмосферных нейтрино, а также проведённые в начале этого века эксперименты с реакторными (см. KamLAND) и ускорительными нейтрино.
Кроме того, существование нейтринных осцилляций напрямую подтверждено опытами в Садбери, в которых были непосредственно зарегистрированы солнечные нейтрино всех трёх сортов и было показано, что их полный поток согласуется со стандартной солнечной моделью. При этом только около трети долетающих до Земли нейтрино оказывается электронными. Это количество согласуется с теорией, которая предсказывает переход электронных нейтрино в нейтрино другого поколения как в вакууме (собственно «нейтринные осцилляции»), так и в солнечном веществе («эффект Михеева — Смирнова — Вольфенштейна»).

### Сообщение о возможном превышении скорости света
22 сентября 2011 года коллаборация OPERA объявила о регистрации возможного превышения скорости света мюонными нейтрино (на 0,00248 %). Нейтрино от ускорителя SPS (ЦЕРН, Швейцария) якобы прибывали к детектору (находящемуся на расстоянии 730 км в подземной лаборатории Гран-Сассо, Италия) на 61±10 наносекунд раньше расчётного времени; это значение получено после усреднения по 16 тыс. нейтринных событий в детекторе за три года. Физики обратились к своим коллегам с просьбой проверить результаты в подобных экспериментах MINOS (лаборатория Fermilab возле Чикаго) и T2K (Япония).
Менее чем за месяц в архиве препринтов появилось около 90 статей, предлагающих возможные объяснения зарегистрированного эффекта.
23 февраля 2012 года коллаборация OPERA сообщила об обнаружении двух ранее неучтённых эффектов, которые могли иметь влияние на процесс измерения времени полёта нейтрино. Для проверки степени влияния данных эффектов на результаты измерений было решено провести новые эксперименты с нейтринными пучками. 

Проведённые в ноябре-декабре 2011 года независимые измерения в той же лаборатории (эксперимент ICARUS) сверхсветовых скоростей нейтрино не обнаружили.
В мае 2012 года OPERA провела ряд контрольных экспериментов и пришла к окончательному выводу, что причиной ошибочного предположения о сверхсветовой скорости стала техническая ошибка (плохо вставленный разъём оптического кабеля, что приводило к задержке в показаниях часов на 73 наносекунды).

### Упругое когерентное рассеяние нейтрино
Нейтрино при низких энергиях (до десятков МэВ) могут испытывать упругое когерентное рассеяние на ядрах атомов, когда ядро реагирует как целое, обмениваясь с нейтрино Z0-бозоном; при этом сечение рассеяния на несколько порядков больше, чем при рассеянии нейтрино на электроне или отдельном нуклоне, и не зависит от типа нейтрино. Этот эффект был предсказан теоретически в 1974 году и обнаружен экспериментально в 2017 году. Используя этот эффект, можно создавать небольшие переносные детекторы нейтринного излучения.

### Геонейтрино
Геонейтрино — антинейтрино, испускаемые радиоактивными ядрами в недрах Земли. Их регистрация позволяет уточнить геохимические модели и состав внутренних оболочек Земли (мантии и ядра). На 2023 год геонейтрино были зарегистрированы детекторами KamLAND и Borexino.

## Перспективы использования
Одно из перспективных направлений использования нейтрино — это нейтринная астрономия. Нейтрино несут важную информацию о ранних стадиях расширения Вселенной. Кроме того, известно, что звёзды, кроме света, излучают значительный поток нейтрино, которые возникают в процессе ядерных реакций. Поскольку на поздних стадиях звёздной эволюции за счёт нейтрино уносится до 90 % излучаемой энергии (нейтринное охлаждение), то изучение свойств нейтрино (в частности — энергетического спектра солнечных нейтрино) помогает лучше понять динамику астрофизических процессов. Кроме того, нейтрино без поглощения проходят огромные расстояния, что позволяет обнаруживать и изучать ещё более удалённые астрономические объекты.
Другим (практическим) применением является развиваемая в последнее время нейтринная диагностика промышленных ядерных реакторов. Проведённые в конце XX века физиками Курчатовского института эксперименты показали перспективность этого направления, и сегодня в России, Франции, Италии и других странах ведутся работы по созданию нейтринных детекторов, способных в режиме реального времени измерять нейтринный спектр реактора и тем самым контролировать как мощность реактора, так и композитный состав топлива (включая наработку оружейного плутония).
Теоретически потоки нейтрино могут быть использованы для создания средств связи (нейтринная связь), что привлекает интерес военных: частица теоретически делает возможной связь с подводными лодками, находящимися на глубине, или передачу информации сквозь Землю.
Нейтрино, образующиеся в результате распада радиоактивных элементов внутри Земли, могут использоваться для изучения внутреннего состава Земли. Измеряя потоки геологических нейтрино в разных точках Земли, можно составить карту источников радиоактивного тепловыделения внутри Земли.

## В культуре
- В книге Станислава Лема «Солярис» «гости», созданные самим Солярисом, имеют в своей основе нейтринную структуру.
- В другом романе Станислава Лема «Глас Господа» нейтрино использовалось для передачи сообщения от предположительно чрезвычайно высокоразвитой цивилизации.
- В «Мире Полудня» братьев Стругацких «флюктуации нейтринных полей» вызывают перебои в работе системы «нуль-транспортировки» (физической телепортации).
- Нейтрино посвящена песня Тимура Шаова — «Свободная частица»[45].
- Нейтрино упоминается в песне Владимира Высоцкого «Марш студентов-физиков».
- В фильме «2012» произошедший на Солнце выброс нейтрино привёл к расплавлению земного ядра, что привело к геотектонической катастрофе. Это, конечно, кинематографическая выдумка, так как низкоэнергетические нейтрино, излучаемые Солнцем, практически не взаимодействуют с веществом Земли.
- В 22 серии 2-го сезона сериала «Детство Шелдона» (англ. Young Sheldon) главный герой ситкома 10-летний Шелдон Купер настраивает любительскую радиостанцию и приглашает всю школу на трансляцию объявления лауреатов Нобелевской премии по физике. По ходу фильма (на 15-й минуте) упоминается, что «нейтрино ни с кем не образуют связей, они всегда одиноки». Из-за разницы во времени между Швецией и Техасом награждение происходит в пять часов утра по местному времени, поэтому никто не посещает «научный завтрак» Шелдона. В тот момент Шелдон чувствует себя очень одиноким и сравнивает себя с нейтрино: «В тот момент я ощущал себя, как нейтрино, которому вечно суждено быть одному». Затем показаны сцены с участием юных Леонарда, Пенни, Раджа, Говарда, Бернадетт и Эми, которые стали его друзьями во взрослом возрасте. И Шелдон добавляет: «К счастью, я ошибался».